# Prigionieri dell'onore
Prigionieri dell'onore (Prisoner of Honor) è un film per la televisione del 1991 diretto da Ken Russell.

## Trama
Nel 1923, in Inghilterra, due uomini ricordano il clamoroso "caso Dreyfus", così denominato per l'ufficiale dell'esercito francese (servizi segreti francesi?) di origine ebraica che nel 1894 fu accusato di spionaggio a favore dei tedeschi, processato e condannato per alto tradimento. Dreyfuss venne degradato e portato a scontare una lunga pena detentiva sull'Isola del Diavolo.
A capo del controspionaggio francese, nel frattempo, viene nominato il colonnello Georges Picquart, che in seguito alla scoperta fortuita di un nuovo documento apre una propria indagine sul caso, nella quale trova numerose prove a favore dell'innocenza dell'ufficiale, concludendo di trovarsi di fronte ad un capro espiatorio scelto per coprire un altro ufficiale francese di nobili origini, Ferdinand Walsin Esterhazy, vero responsabile del passaggio di documenti al nemico.
In seguito all'attività della famiglia di Dreyfus, e anche grazie all'aiuto di Picquart nel diffondere le notizie sull'"affaire", nasce un movimento di opinione a favore dell'innocenza dell'ex ufficiale, che vede nel 1898 lo scrittore Émile Zola pubblicare il suo famoso articolo J'accuse!, atto per cui viene imprigionato e processato, ottenendo risonanza mondiale.
Picquart comprende che è il momento per sostenere con maggior forza la verità sulla vicenda, ma tutti i suoi sforzi sembrano essere vani: le alte gerarchie, allarmate per le conseguenze del riconoscimento di un così grave errore giudiziario, si attivano per allontanarlo dal servizio, mettendolo sotto accusa per la fuga di notizie. Zola viene condannato per diffamazione. Le acque però ormai sono smosse ed il nuovo ministro della guerra ordina una nuova indagine sul caso Esterhazy/Dreyfus.
L'inchiesta, malgrado i tentativi di influenzarne la conduzione compiuti dagli alti comandi militari, accerta le grossolane manomissioni avvenute nel precedente processo, fatto che porta al suicidio dell'ufficiale responsabile. Un nuovo processo a Dreyfus, condotto in un clima di forti tensioni sociali e politiche, si conclude però nuovamente con la sua condanna - ridotta dall'ergastolo a dieci anni di detenzione da scontare in Francia - anche se con una motivazione minore ed ambigua e non all'unanimità.
Per evitare nuove tensioni, viene quindi proposto a Dreyfus l'escamotage della grazia presidenziale, anche se questo comporta l'accettazione della condanna. Dreyfus accetta, malgrado la contrarietà di Picquart, che gli ricorda il suo dovere di militare di difendere il proprio onore, non riconoscendo la menzogna. Un giudizio severo che però attenuerà anni dopo, quando la riabilitazione permetterà ad entrambi il rientro nell'esercito, con la cancellazione progressiva di ogni accusa. Al termine, si scopre che il narratore della storia è lo stesso Esterhazy, che conclude il racconto con una notazione ironica: il valore sostanzialmente nullo dei documenti finiti in mano ai tedeschi, causa prima della vicenda.